# Playa de Alappuzha
La Playa de Alappuzha es una playa en el distrito de Allepey del estado de Kerala, en el país asiático de la India.

## Características
La playa dispone de un pequeño parque cercano. El faro de Alappuzha se encuentra cerca de la playa y también es una curiosidad para los turistas. El lugar es una de las mejores locaciones para las películas locales. Filmes como Thashan, Sura etc fueron rodados aquí en parte.
Alappuzha es conocida como la «Venecia de Oriente» por los viajeros de todo el mundo. Es también el hogar de diversos animales y aves. En virtud de su proximidad al mar, la ciudad siempre ha gozado de un puesto único en la historia marítima de Kerala.
La playa suele tener un buen número de visitantes de toda la India y de la mayoría de los países europeos.